# Château de Baugé (Saint-Cyr-la-Lande)
Pour les articles homonymes, voir Baugé (homonymie).
Ne doit pas être confondu avec le Château de Baugé de Baugé-en-Anjou
Le château de Baugé est un château protégé des monuments historiques en 1989. Il est situé à Saint-Cyr-la-Lande dans le département français des Deux-Sèvres.

## Histoire
Le château était propriété des Barro au début du XVIe siècle, puis passa aux Pidoux et enfin à la famille de La Ville au milieu du XVIe siècle. Les La-Ville-Baugé, toujours propriétaires du château, le firent remanier au XVIIe siècle. La famille obtint  ses premières lettres de noblesse en 1653, lorsque Uriel de la Ville, sénéchal du duché pairie & premier capitaine de la ville de Thouars, alors que des troubles éclataient, repoussa les assaillants hors de sa ville. La personnalité la plus marquante  de cette famille reste  Pierre-Louis de La Ville-Baugé, chef vendéen durant la Révolution, membre du Conseil de guerre et officier général de l'Armée catholique et royale avec Henri de La Rochejaquelein.
Le château est inscrit au titre des monuments historiques depuis le 13 avril 1989 pour ses façades et ses toitures, son escalier et ses deux cheminées à décor peint sises l'une dans le salon du rez-de-chaussée à droite de l'escalier et l'autre dans la chambre à l'étage à gauche de l'escalier.